# Vanessa Redgrave
Vanessa Redgrave (Greenwich, Londres, 30 de enero de 1937) es una actriz británica de teatro, cine y televisión. En el mundo anglosajón es ampliamente considerada una de «las actrices más grandes de su generación».
Saltó a la fama en 1961 interpretando a Rosalinda en la obra Como gustéis de la Compañía Real de Shakespeare y desde entonces ha aparecido en más de 35 producciones teatrales tanto en West End como en Broadway. Sus interpretaciones en Los papeles de Aspern de 1984 y Largo viaje hacia la noche de 2003 fueron premiadas con un premio Olivier y un Tony, respectivamente. 
Su destacado trabajo en el séptimo arte le ha reportado seis candidaturas al premio Óscar, ganándolo por su rol secundario en la cinta Julia en 1977. También fue considerada por las cintas: Morgan, un caso clínico de 1966, Isadora de 1968, María, reina de Escocia de 1971, Las bostonianas de 1984 y Howards End de 1992. Cuenta además con un premio BAFTA, dos premios Emmy, un premio del Sindicato de Actores y dos Globos de Oro, siendo 13 veces candidata. También es una de las cuatro actrices de la historia en ser doblemente reconocida como mejor intérprete en el Festival de Cine de Cannes, esto en 1966 y 1969.
Fue proclamada por los autores Arthur Miller y Tennessee Williams como la «mejor actriz viva de nuestros tiempos», contando asimismo con tres de los cuatro máximos galardones de la industria del entretenimiento. Otras cintas importantes de su filmografía son: A Man for All Seasons de 1966, Blow-Up de 1966, Camelot de 1967, Dropout de 1970, La vacanza de 1971, Murder on the Orient Express de 1974, Ábrete de orejas de 1987, Misión: Imposible de 1996, Atonement de 2007, Coriolanus de 2011 y El mayordomo de 2013.
Es miembro de una prestigiosa dinastía de actores. Su padre fue el actor y director Sir Michael Redgrave y su madre fue la también actriz Rachel Kempson. Es hermana de Lynn Redgrave y Corin Redgrave, madre de Joely Richardson y Natasha Richardson, tía de Jemma Redgrave y suegra de Liam Neeson.

## Biografía y carrera
Vanessa Redgrave nació el 30 de enero de 1937 en Londres fruto del matrimonio entre los actores Michael Redgrave (1908-1985) y Rachel Kempson (1910-2002). De ellos, al igual que su hermano Corin Redgrave (1939-2010) y su hermana Lynn Redgrave (1943-2010), heredó cierto gusto por el mundo de la interpretación, así como una afinidad por las ideas progresistas. El primero lo canalizó ingresando en el Central School of Speech and Drama en Londres y en la Royal Shakespeary Company, estrenando obras como La dama del mar y La gaviota. Lo segundo se materializaría en una larga trayectoria de militancia política y filiación con organizaciones marxistas. 
Por esas fechas Vanessa se casó con el director Tony Richardson (1928-1991), quien le convertiría en madre de las también actrices Joely (1965- ) y Natasha Richardson (1963-2009).

### Primeros años
En 1966 realizó un papel en la miniserie de televisión Adiós a las armas del director Rex Tucker, que le permitiría obtener más roles en películas como A Man for All Seasons. Michelangelo Antonioni se fijó en ella para interpretar a Jane, la mujer que David Hemmings fotografió en Blow up (1966). En ella Vanessa posaba expuesta a sus semejantes, desafiándolos con sus poderosos brazos y una melena indomable, y que a su vez mantenía su independencia sirviéndose de su cuerpo para ocultar sus senos: Vanessa Redgrave se convertiría gracias a esa secuencia en el prototipo de mujer que abrazaba la causa de la revolución sexual, dispuesta a tambalear todas las instituciones que hiciesen falta. El año finalizó con la obtención del premio a la mejor actriz en el Festival de Cannes por Morgan, un caso clínico, en la que interpretó a una mujer burguesa que descubría el vacío de su mundo, así como el potencial de su propia sexualidad. En enero, la academia de Hollywood anunció que Vanessa optaba al Óscar a la mejor actriz y que compartiría terna con...Lynn Redgrave. Finalmente, Elizabeth Taylor se erigió en la ganadora. Para entonces, en palabras del crítico Mirito Torreiro, Vanessa Redgrave pasó a encarnar a un prototipo de mujer "responsable de su propio destino", comprometida en toda causa social, luchadora y enormemente activa.
No todo serían mieles. En esas fechas Vanessa se divorció de Tony Richardson, debido al affaire que este mantenía con la actriz Jeanne Moreau. De dicho fracaso sentimental se rehízo en 1967 cuando conoció en el rodaje de Camelot (Joshua Logan) a Franco Nero, padre de su hijo, Carlo Nero (nacido en 1969, es guionista y director de cine) pero la relación no prosperó. En el filme se intentó hacer una metáfora sobre la necesidad de establecer estados justos y democráticos. Ahora bien la cinta fue masacrada, aunque las críticas no afectaron a Vanessa habida cuenta de su triunfo de una nueva versión de La gaviota, obra que también representó el año siguiente bajo las órdenes de Sidney Lumet, en la que encarnó a Nina, la hija de un terrateniente que se casa con un hombre mayor para desgracia de su enamorado Kostia. En 1970 y 1971, junto a Franco Nero, Vanessa fue dirigida por el director italiano Tinto Brass en dos películas importantes: Dropout y La vacanza.
Por esas fechas, Vanessa se puso en la piel de la bailarina Isadora Duncan en Isadora (1968), en la que se consideraba la danza una oportunidad de transgresión, y que le valió otra candidatura al Óscar y otro premio del Festival de Cannes. Como protagonista de los movimientos contraculturales de los años sesenta, Vanessa Redgrave fue absorbida por la cultura oficial, participando en obras de teatro y en películas con visos académicos: María, reina de Escocia —donde compartía plantel con Glenda Jackson— así como Las troyanas —junto a Katharine Hepburn e Irene Papas— son sintomáticas al respecto. En teatro representó La ópera de tres peniques, de Bertolt Brecht, dirigida por Tony Richardson; y Noche de reyes, en la que encarnó a Viola, una joven aficionada al travestismo.

### PremioÓscarporJulia
En pleno éxito profesional se presentó entre 1974 y 1979 a las elecciones generales por el Partido Revolucionario Trotskista. Su hija Joely Richardson dijo en público: «Mi madre dio mucho dinero y durante años no trabajó. Siempre estábamos mudándonos de casa porque no podía pagar el alquiler. Así es como crecimos con mi madre, con la sensación de que a nuestro alrededor se agotaba». Compaginó dicha actividad política con su participación en filmes como Asesinato en el Orient Express (1974).
En 1977 Fred Zinnemann le otorgó un papel que se ajustaba a su propio ideario personal: Julia, la mejor amiga de Lillian Hellman, una revolucionaria asesinada que pretendía que su compañera se hiciese cargo de su hijo, fue el papel por el cual Vanessa obtuvo el Premio Óscar al quedar enteramente fusionado el perfil del personaje con su imagen pública. Semanas previas a la ceremonia, la actriz se había proclamado simpatizante de la causa palestina y miembros de la comunidad judía habían quemado una efigie suya. Cuando aceptó su premio, Vanessa, vestida con una túnica vaporosa inspirada en modelos medievales, ofreció un discurso que sacudió el patio de butacas: «Queridos colegas: quería daros las gracias. Pienso que Jane Fonda y yo hemos hecho el mejor trabajo de nuestra vida. Desde aquí os saludo y rindo tributo por no dejaros intimidar ante las amenazas de un grupo de sionistas matones, cuyo comportamiento es un insulto a la verdadera talla de los judíos de todo el mundo. Y os prometo que seguiré luchando contra el antisemitismo, la opresión y el fascismo». Parte del público la vitoreó y Paddy Chayefsky la amonestó en el transcurso de la ceremonia. Finalizada la misma, Marsha Mason —nominada ese año por La chica del adiós— dijo que Vanessa era «muy valiente».

### Años 1980 y 90
A pesar del escándalo su ritmo de trabajo no decreció. En 1979 rodó Yankis bajo las órdenes de uno de los protagonistas del Free Cinema, John Schlesinger. En ella Vanessa incorporó a una enfermera cuyo marido se encuentra combatiendo a los nazis, cuyo hijo es maltratado en la escuela privada a la que acude, y sobrelleva sus desgracias manteniendo un romance con un militar americano (William Devane) asentado en tierra británica para planear el asalto a Normandía. Ese mismo año encarnó a Agatha Christie en el filme Agatha, en el que presentaba una imagen de la escritora poco conocida: la de una mujer cuyos valores victorianos quedan derrumbados ante su inminente proceso de divorcio del Coronel Christie (Timothy Dalton: actor con el que compartía su vida personal) y que abraza la idea del suicidio. La panorámica que muestra sus medias rotas ofrece la visión de una mujer madura cuyo mundo se ha desvanecido.
En 1983 participó en la teleserie Wagner, protagonizada por Richard Burton.
Así mismo James Ivory la contrató para encabezar el plantel de Las bostonianas (1984). En ella Vanessa interpretó a Olive Chancellor, una sufragista enamorada de una de sus protegidas y que no puede luchar contra los valores y modales de su primo Basil (Christopher Reeve). Aunque la actriz consiguió su quinta candidatura, la Academia tenía miedo de premiarla, a pesar de que para entonces ya pertenecía al menos radical Partido Laborista. Repitió con Reeve en la obra teatral Los papeles de Arspen.
En 1985 Michael Redgrave falleció mientras ella representaba sobre las tablas La gaviota y protagonizaba The Wetherby junto a Ian Holm y Judi Dench. Los años siguientes centró su actividad en el teatro, seleccionando sus intervenciones para el cine. Entre éstas se encontraba Regreso a Howards End, en la que interpretó a un personaje en las antípodas de su imagen: su Ruth Wilcocks era una mujer apegada a su marido, feliz con su jardín y declaraba estar en contra de toda actividad sufragista. Llegó su sexta candidatura y aunque ella no recogió una segunda estatuilla, aplaudió fervientemente a su compañera oscarizada, Emma Thompson.
A estos títulos se sumaría Un mes en el campo (1995), donde demostraba ser una mujer mayor rebosante de vitalidad y con capacidad para seducir tanto a iguales como jóvenes (Alessandro Gassman) como a miembros de su propia generación (Edward Fox); y Mrs. Dallaway, en la que se puso en la piel de una mujer que optaba por la vida tras reflexionar sobre su propio vacío y frustración vital. Estos dos títulos lograron que la prensa destacase su belleza otoñal, convirtiéndose en una secundaria de lujo en filmes como La casa de los espíritus, Lulú en el puente, Inocencia interrumpida, Misión: Imposible o Wilde. En la primera encarnaba a una matriarca chilena que fallecía el día que nacía su nieta. En la tercera a la directora firme de un psiquiátrico. En la cuarta a una villana que luchaba contra el agente Ethan Hunt. En la última a la madre del escritor Oscar Wilde y que sufría el escándalo público y linchamiento llevado a cabo contra este.
En 1998 abandonó su militancia en el Partido Laborista, indignada ante los abusos policiales en las manifestaciones. De ahí que siguiera interviniendo en películas de corte progresista como Abajo el telón, en la que interpretó a la mujer de William Randolph Hearst, una millonaria hastiada de su existencia y que ayudaba entusiasmada a la izquierda acusada durante la Caza de Brujas.
Mientras tanto seguía obteniendo reconocimientos. En el Festival de Cine de San Sebastián recibió de manos de Núria Espert el Premio Donostia en 1998, obligando a cantar a la platea la letra de John Lennon, Imagine. En 1999 rechazó el título honorífico de dame (equivalente femenino de sir). En 2000 recibió el Globo de Oro por su papel en el telefilme If These Walls Could Talk 2.

### Época reciente
El cambio de siglo significó el regreso a una intensa actividad política. En 2002 declaró que Guantánamo era un «campo de concentración». Al año siguiente, enfadada por la Guerra de Irak, rehusó ir a la Ceremonia de los Óscar para recibir un homenaje conjunto a todos los intérpretes galardonados y se quedó en Reino Unido fundando The Peace and Progress Party con su hermano Corin Redgrave.
Compaginó tal actividad con la representación de obras de teatro como El abanico de Lady Windermere en la que interpretó a la madre de Joely Richardson. Ante tanto trabajo, rechazó varias ofertas cinematográficos como Té con Mussolini, La vida secreta de las palabras y Las horas, la cual le vino dada a raíz de su protagonismo en Mrs. Dallaway como en la obra teatral Vita and Virginia.
En lo personal fueron años dramáticos. En 2002 falleció su madre, Rachel Kempson en casa de Liam Neeson, marido de su hija Natasha; también en 2002 diagnosticaron un cáncer de mama a su hermana Lynn, a la que acogió en su casa durante el periodo que duró la quimioterapía; y en 2005 su hermano Corin sufrió un infarto del cual se recuperó.
En 2005 obtuvo otro rol importante en el cine en la película La condesa blanca, de nuevo bajo la batuta de Ivory, y en la que compartió protagonismo con Natasha, Lynn y Ralph Fiennes. En ella interpretó a una Princesa desterrada por la Revolución rusa que usaba sus contactos en la embajada para poder abandonar Shanghái. A este título le sumaría Evening, donde encarnaba a una enferma terminal, y Atonement.
35 años después de su ruptura, Franco Nero y Vanessa Redgrave se reencontraron y se casaron en 2006.
Su hija, Natasha Richardson, falleció en el mes de marzo de 2009 tras sufrir un grave accidente cuando recibía una clase de esquí en un centro vacacional de Canadá. Richardson era la hija mayor de Vanessa y de Tony Richardson. Distinguida en 1998 con el premio Tony por su papel en el musical Cabaret, la actriz participó en numerosas producciones teatrales, de televisión y de cine, como los filmes The Parent Trap, Maid in Manhattan, Evening y Nell, donde conoció a su marido Liam Neeson. La actriz murió en un hospital de Nueva York, el 19 de marzo de 2009, por las secuelas neurológicas causadas por el accidente.
En 2010 fallecieron su hermano Corin y su hermana Lynn.

## Filmografía parcial

### Cine (selección)
| Año  | Título                            | Director               |
| ---- | --------------------------------- | ---------------------- |
| 1966 | A Man for All Seasons             | Fred Zinnemann         |
| 1966 | Blow-Up                           | Michelangelo Antonioni |
| 1966 | Morgan, un caso clínico           | Karel Reisz            |
| 1967 | Camelot                           | Joshua Logan           |
| 1968 | Isadora                           | Karel Reisz            |
| 1968 | The Charge of the Light Brigade   | Tony Richardson        |
| 1968 | La gaviota                        | Sidney Lumet           |
| 1969 | ¡Oh, qué guerra tan bonita!       | Richard Attenborough   |
| 1970 | Dropout                           | Tinto Brass            |
| 1971 | La vacanza                        | Tinto Brass            |
| 1971 | María, reina de Escocia           | Charles Jarrott        |
| 1971 | Los demonios                      | Ken Russell            |
| 1971 | Las troyanas                      | Michael Cacoyannis     |
| 1974 | Asesinato en el Orient Express    | Sidney Lumet           |
| 1976 | The Seven-Per-Cent Solution       | Herbert Ross           |
| 1977 | Julia                             | Fred Zinnemann         |
| 1979 | Agatha                            | Michael Apted          |
| 1979 | Yankis                            | John Schlesinger       |
| 1980 | Playing for time                  | Daniel Mann            |
| 1984 | Las bostonianas                   | James Ivory            |
| 1984 | Blancanieves y los siete enanitos | Peter Medak            |
| 1985 | Wetherby                          | David Hare             |
| 1986 | Second Serve                      | Anthony Page           |
| 1987 | Ábrete de orejas                  | Stephen Frears         |
| 1991 | La balada del Sad Café            | Simon Callow           |
| 1991 | ¿Qué fue de Baby Jane?            | David Greene           |
| 1992 | Howards End                       | James Ivory            |
| 1993 | La casa de los espíritus          | Bille August           |
| 1993 | La novicia                        | Franco Zeffirelli      |
| 1993 | Un muro de silencio               | Lita Stantic           |
| 1994 | Mother's Boys                     | Yves Simoneau          |
| 1995 | Un mes en el lago                 | John Irvin             |
| 1996 | Little Odessa                     | James Gray             |
| 1996 | Misión: Imposible                 | Brian De Palma         |
| 1996 | Two Mothers for Zachary           | Peter Werner           |
| 1997 | Mrs. Dalloway, de Virginia Woolf  | Marleen Gorris         |
| 1997 | Déjà Vu                           | Henry Jaglom           |
| 1997 | Smila: Misterio en la nieve       | Billy August           |
| 1998 | Lulú en el puente                 | Paul Auster            |
| 1998 | Deep Impact                       | Mimi Leder             |
| 1999 | Inocencia interrumpida            | James Malgond          |
| 1999 | Cradle Will Rock                  | Tim Robbins            |
| 2000 | A Rumor of Angels                 | Peter O'Fallon         |
| 2000 | Mirka                             | Rachid Benhadj         |
| 2001 | The pledge                        | Sean Penn              |
| 2001 | Jack y los frijoles mágicos       | Brian Henson           |
| 2004 | The Fever                         | Carlo Gabriel Nero     |
| 2005 | The White Countess                | James Ivory            |
| 2005 | Running with Scissors             | Ryan Murphy            |
| 2007 | Atonement                         | Joe Wright             |
| 2007 | Evening                           | Lajos Koltai           |
| 2010 | Cartas a Julieta                  | Gary Winick            |
| 2010 | The Whistleblower                 | Larysa Kondracki       |
| 2011 | Cars 2                            | John Lasseter          |
| 2012 | Una canción para Marion           | Paul Andrew Williams   |
| 2013 | The Butler                        | Lee Daniels            |
| 2014 | Foxcatcher                        | Bennett Miller         |
| 2016 | The Secret Scripture              | Jim Sheridan           |
| 2019 | Mrs Lowry & Son                   | Adrian Noble           |
| 2022 | The Lost Girls                    | Livia De Paolis        |

### Televisión
- Adiós a las armas (1954)
- Wagner (1983)
- Un hombre para la eternidad (1988)
- Bella Maffia (1997)
- If These Walls Could Talk 2 (2000)
- The Gathering Storm (2002)
- Nip/Tuck (2005), con Joely Richardson

### Teatro
- La gaviota (1969)
- Daniel Derondo (1969)
- La ópera de tres peniques
- Noche de Reyes (1973)
- Design for living (1973)
- Antonio y Cleopatra (1974)
- La dama del mar (1976)
- Edipo rey (1978)
- Los papeles de Aspern (1984)
- La gaviota (1985)
- A Touch of Poet (1988)
- Vita and Virginia (1994-1995)
- Orpheus Decending (1989)
- When She Dance (1991)
- Song of Twilight (1999)
- La tempestad (2000)
- Crimen y castigo (2002)
- El abanico de Lady Windermere (2002)
- Largo viaje hacia la noche (2003)
- Heculeda (2004)
- Driving Miss Daisy (2010)